# 栄村 (千葉県)
栄村（さかえむら）は、かつて千葉県匝瑳郡に存在した村である。

## 地理
- 現在の匝瑳市の南部、旧野栄町の西部に位置している。
- 村には九十九里浜があり、太平洋に面している。
- 村のほとんどは平地である。

## 歴史

### 沿革
- 1889年（明治22年）4月1日 - 町村制施行に伴い、栢田村・川辺村・堀川村が合併し、匝瑳郡栄村が発足。
- 1954年（昭和29年）7月17日 - 栄村は野田村と合併して野栄町が発足。栄村は消滅。

変遷表
| 1868年 以前 | 1868年 以前 | 明治9年 | 明治22年 4月1日 | 昭和29年 7月17日 | 平成18年 1月23日 | 現在   |
| ----------- | ----------- | ------- | --------------- | ---------------- | ---------------- | ------ |
|             | 東栢田村    | 栢田村  | 栄村            | 野栄町           | 匝瑳市           | 匝瑳市 |
|             | 西栢田村    | 栢田村  | 栄村            | 野栄町           | 匝瑳市           | 匝瑳市 |
|             | 川辺村      |         | 栄村            | 野栄町           | 匝瑳市           | 匝瑳市 |
|             | 堀川村      |         | 栄村            | 野栄町           | 匝瑳市           | 匝瑳市 |

## 人口・世帯

### 人口
総数 [単位： 人]
| 1891年（明治24年） | 3,313 |
| 1920年（大正 9年） | 3,433 |
| 1950年（昭和25年） | 4,596 |

### 世帯
総数 [単位： 世帯]
| 1920年（大正 9年） | 666 |
| 1950年（昭和25年） | 786 |